# Jerry Nelson
Jerry L. Nelson (Tulsa, Oklahoma, 10 de julho de 1934 — 23 de agosto de 2012) foi um artista e "muppeteer" estadunidense, que é como chamam as pessoas que trabalham interpretando os bonecos muppets. Ele participou dos mais diversos projetos envolvendos os muppets, trabalhando ao lado de Jim Henson, Frank Oz e Richard Hunt, entre outros.

## Biografia
Nelson começou sua carreira como "muppeteer" no Jimmy Dean Show, ajudando Jim Henson a manusear o fantoche do cachorro Rowlf. Ele voltou a trabalhar com os muppets em Sesame Street (Vila Sésamo no Brasil), The Muppet Show, Fraggle Rock e outros projetos.
Ele possuía uma grande habilidade para criar várias vozes diferentes, o que o permitiu dar vida a um número enorme de personagens distintos, em sua maioria coadjuvantes, mas em alguns casos principais também. Ele também possuía um grande talento para cantar, e por isso muitos de seus personagens também já cantaram várias músicas.
Em Sesame Street (Vila Sésamo) ele deu vida a personagens como o Conde, Sr. Snuffleupagus, Sherlock Hemlock, o Lobo Mau, o Sr. Johnson, Felix um velho amigo de Oscar (em português também chamado de Gugu) e muitos outros.
No especial de televisão The Great Santa Claus Switch, ele fez o papel de Thog e Droop (nessa época conhecido como Snivelly), ambos personagens que ele voltaria a interpretar em The Muppets Valentine Show e The Muppet Show, nesse último ele também interpretou o cachorro Baskerville, o sobrinho de Caco chamado Robin, Dr. Julius Strangepork, o Tio Morto, a mãe do Urso Fozzie, um gambá cantor, o velho Paul, Floyd Pepper, o porteiro Pops, Slim Wilson e outros personagens ocasionais.
Além disso ele faz o papel do personagem principal, Gobo, na série Fraggle Rock, a Rocha Encantada, e da lontra Emmet Otter, protagonista do filme Emmet Otter's Jug-Band Christmas.
Ele participou de todos os filmes dos muppets fazendo o papel de seus personagens clássicos e de outros como o Monty Malucão de Muppet Treasure Island, o Fantasma do Natal Presente de The Muppets Christmas Carol, e o líder dos alienígenas em Muppets From Space. Ele herdou de seu amigo Richard Hunt o personagem Statler.No filme It's a Very Merry Muppet Chritmas Movie ele fez a voz de basicamente todos os seus personagens(menos Lew Zealand que foi interpretado por Bill Barreta).
Em 2004, devido a problemas de saúde teve que se afastar de seus trabalhos com os muppets, mas continuou atuando no sesame street fazendo a voz de seus personagens,com Matt Vogel os manipulando. Foi substituido por Matt Vogel em seus personagens.